# Irondequoit Bay State Marine Park
Irondequoit Bay State Marine Park ist ein State Park mit Slipanlage an der Irondequoit Bay des Lake Ontario. Der Park umfasst eine Fläche von 0,18 km² (44 acre) und liegt im Gebiet des Monroe County, New York, nördlich der City of Rochester. Der Park wird gemeinschaftlich vom Monroe County Parks Department und dem New York State Office of Parks, Recreation and Historic Preservation unterhalten.

## Geographie
Der Statepark liegt am Nordende der Irondequoit Bay und teilweise auf der Nehrung, welche die Bucht vom Lake Ontario trennt. Die Slipanlage liegt direkt gegenüber der Mayer’s Marina Inc an der Schleuse zum See. Der Statepark erstreckt sich von dort auf einem relativ schmalen Streifen nach Südwesten entlang des Seabreeze Amusement Parks bis zum Gebiet von German Village und Point Pleasant. Die Bucht ist insgesamt eine grüne Oase mit zahlreichen weiteren Marinas und Aussichtspunkten. Am Südende befinden sich Irondequoit Bay Park und Ellison Park mit dem Lucien Morin Park.

## Freizeitmöglichkeiten
Der State Marine Park bietet vor allem Möglichkeiten zum Fischen, Bootfahren, Geocaching, Kayak- und Kanufahren. Der Park ist gewöhnlich täglich geöffnet von 7 a.m. bis 11 p.m., außer in den Wintermonaten (1. November bis 31. März).